# Torruella de Aragón
Torruella de Aragón es un despoblado de la Ribagorza que se abandonó en los años 1960.

## Geografía
Se encuentra en una posición de importancia estratégica, sobre una loma al este del castillo de Fantova.

## Historia
Su presencia en los documentos medievales son escasos pero para el siglo XIII sus señores feudales, los señores de Roda, aparecen convocados para algunas acciones militares.
Según el Morabatins del año 1385 contaba con siete fuegos mientras que en el siglo 1842 en su Diccionario, Madoz documenta una población de treinta y tres, con nueve casas habitadas.

## Demografía
| Gráfica de evolución demográfica de Torruella de Aragón entre 1842 y 1960 |
| |
| Población de derecho según los censos de población del INE Población de hecho según los censos de población del INEEntre el censo de 1857 y el anterior, este municipio desaparece porque se integra en el municipio Erdao Entre el censo de 1970 y el anterior, este municipio desaparece porque se integra en el municipio Graus Entre el censo de 1940 y el anterior, aparece este municipio porque cambia de nombre y desaparece el municipio Erdao |

## Patrimonio
- Iglesia de San Martín, templo románico construido en el siglo XII aunque sufrió una importante reforma en el siglo XVI. En origen era un templo de una nave con cabecera semicircular orientada al este y construida con sillares irregulares puestos en hiladas uniformes, aunque con la reforma se le añadieron dos capillas laterales formando un crucero junto con una torre sobre la capilla del lado de la epístola y un pórtico.[5]
- Abadía, ubicada junto a la iglesia, se trata de un edificio de tres plantas de altura y de planta rectangular construido con mampostería y cubierto a dos aguas.[6]
- Ermita de la Virgen de la Sierra, ubicada junto un barranco ubicado al sureste de la población, es un templo de planta rectangular con la cabecera orientada al este al que se accede por los pies a través de un arco de medio punto y sobre el cual se abre una pequeña hornacina. El interior está cubierto con una bóveda de cañón y está completamente encalado Está construido en mampostería de arenisca irregular cubierta con losa a dos aguas.[7]

## Fiestas
Antes de ser abandonado, en el núcleo se celebraban varias fiestas, siendo las mayores en honor a San Martín, que se celebraban el 11 de noviembre y las menores en honor a San Isidro para el 15 de mayo.